# Michael Stevens (vidéaste)
Pour les articles homonymes, voir Michael Stevens.

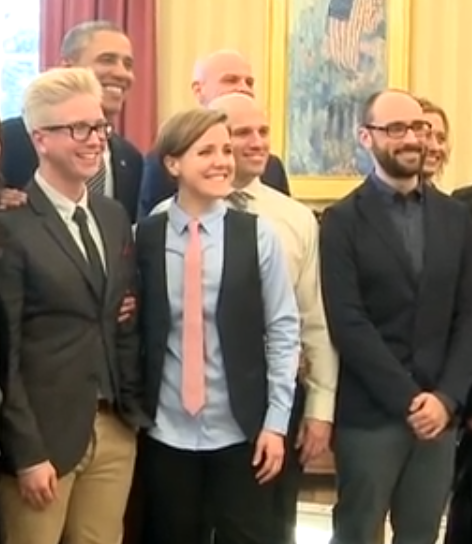
Stevens (à droite) avec d'autres personnalités de YouTube reçues par Barack Obama à la Maison-Blanche (2014).

Michael Stevens (né le 23 janvier 1986 à Kansas City) est un vidéaste et vulgarisateur scientifique américain. Il est surtout connu pour être le créateur et l'animateur de la chaîne YouTube Vsauce,. Il a aussi créé et animé l'émission Youtube Premium Mind field. Il est l'un des youtubeurs les plus populaires, avec plus de 24 millions d'abonnés et plus de six milliards de visionnements cumulés,,.

## Biographie
Au cours de ses études à la Blue Valley High School (en), Stevens développe un certain talent comique ainsi qu'une passion pour le savoir. En 2004, il déménage pour poursuivre des études en psychologie et littérature anglaise à l'université de Chicago. À cette époque, il s'intéresse au montage vidéo,.
Sous le nom d'utilisateur de pooplicker888, Stevens produit ses premiers contenus vidéo sur YouTube en 2007. Certains de ses clips sont repris par CollegeHumor (en) et Funny or Die. La même année, sous le nom d'utilisateur CamPain 2008, il utilise des techniques de surimpression et de doublage pour créer des courts métrages sur des candidats à l'élection présidentielle américaine de 2008.

## Prix et distinctions
| Année | Prix           | Catégorie                                       | Résultat | Référence |
| ----- | -------------- | ----------------------------------------------- | -------- | --------- |
| 2014  | Webby Awards   | People's Voice for News & Information (Channel) | Lauréat  | [ 13 ]    |
| 2014  | Streamy Awards | Science and Education                           | Lauréat  | [ 14 ]    |
| 2015  | Streamy Awards | Science or Education                            | Lauréat  | [ 15 ]    |